# ريفن باربر
ريفن باربر (بالإنجليزية: Raven Barber)‏ مواليد 2 أكتوبر 1991، هو لاعب كرة سلة أمريكي. بدأ مسيرته الاحترافية في سنة 2013. يلعب مع بنفيكا لكرة السلة في الدوري البرتغالي لكرة السلة كلاعب وسط. يحمل الرقم 35. يبلغ طوله 6 قدم 9 بوصة (2.1 م).

## المسيرة الاحترافية
لعب مع هاليفاكس رينمين في سنة 2013، ثم لعب مع سودرتاليا كينغ في سنة 2014، ثم لعب مع أوستي ناد لابم في موسم 2014–2015، ثم لعب مع أونس كالداس في سنة 2015، ثم لعب مع بنفيكا لكرة السلة في سنة 2016.

## روابط خارجية
- ريفن باربر على موقع كرة السلة الأوروبية.كوم (الإنجليزية)
- ريفن باربر على موقع كلية كرة السلة في سبورتس رفرنس.كوم (الإنجليزية)
- ريفن باربر على موقع ريلجم (الإنجليزية)
- ريفن باربر على موقع بروبوليرز (الإنجليزية)